# Шигимажине
Шигима́жине (до 2025 — Шигимагине) - село у Богодухівській міській громаді Богодухівського району Харківської області України.
- Поштове відділення: Мерлянське

## Географія
Село Шигимажине знаходиться на правому березі річки Мерла. До нього примикають села Мерло, Пісочин та Сінне. По селу протікає пересихаючий струмок на якому зроблено загату.

## Історія
- 12 червня 2020 року, відповідно до розпорядження Кабінету Міністрів України № 725-р «Про визначення адміністративних центрів та затвердження територій територіальних громад Харківської області», село увійшло до Богодухівської міської громади[1].
- 19 липня 2020 року, в результаті адміністративно-територіальної реформи та ліквідації Богодухівського району (1923—2020), село увійшло до складу новоутвореного Богодухівського району Харківської області[2].
- 05 червня 2025 року відповідно до Постанови Верховної Ради України № 4483-IX село Шигимагине було перейменовано на село Шигимажине. Постанова набула чинності 18 червня 2025 року[3].